# Amadina
Amadina (Swainson, 1827) je málopočetný rod z čeledi astrildovitých; má pouze dva zástupce, amadinu červenohlavou a amadinu páskovanou. Oba dva druhy jsou menší a rozšíření exotičtí ptáci, kteří se často chovají jako okrasní. Vyskytují se na zalesněných plochách v Africe, obzvláště v jihozápadní části. U obou dvou je výrazný pohlavní dimorfismus, samci jsou pestře zbarvení, zatímco samice mají tmavší a jednolité barvy.

## Druhy
- Amadina červenohlavá (Amadina erythrocephala)
  - Amadina červenohlavá je drobný pták z rodu Amadina. Poprvé ji popsal švédský biolog Carl Linné v roce 1758. Vyskytuje se v různých lokalitách Afriky, nejčastěji na východě nebo jihu. Na délku má 13 až 14 cm. Pohlavní dimorfismus je velmi výrazný: samečci tohoto druhu mají jasně červenou hlavičku, kropenaté břicho a hnědá záda (viz obrázek vpravo). Naopak samičky jsou ve hnědých odstínech, také s kropenatým břichem. Živí se různými semeny trav a bobulemi.
- Amadina páskovaná (Amadina fasciata)
  - Jedná se o drobného a pestře zbarveného ptáka, který je hojně rozšířen na velkém území Afriky na jih od Sahary. Nejvhodnější jsou pro ně savany a spíše než vlhkému počasí dávají přednost suchu. Oficiálně vytváří celkem tři zeměpisné formy, i když některé zdroje uvádějí až šest. Živí se semeny trav, bobulemi a výjimečně i hmyzem. Amadina páskovaná je často chována jako okrasný pták i v České republice. Pohlavní dimorfismus je výrazný na první pohled i pro začátečníka.

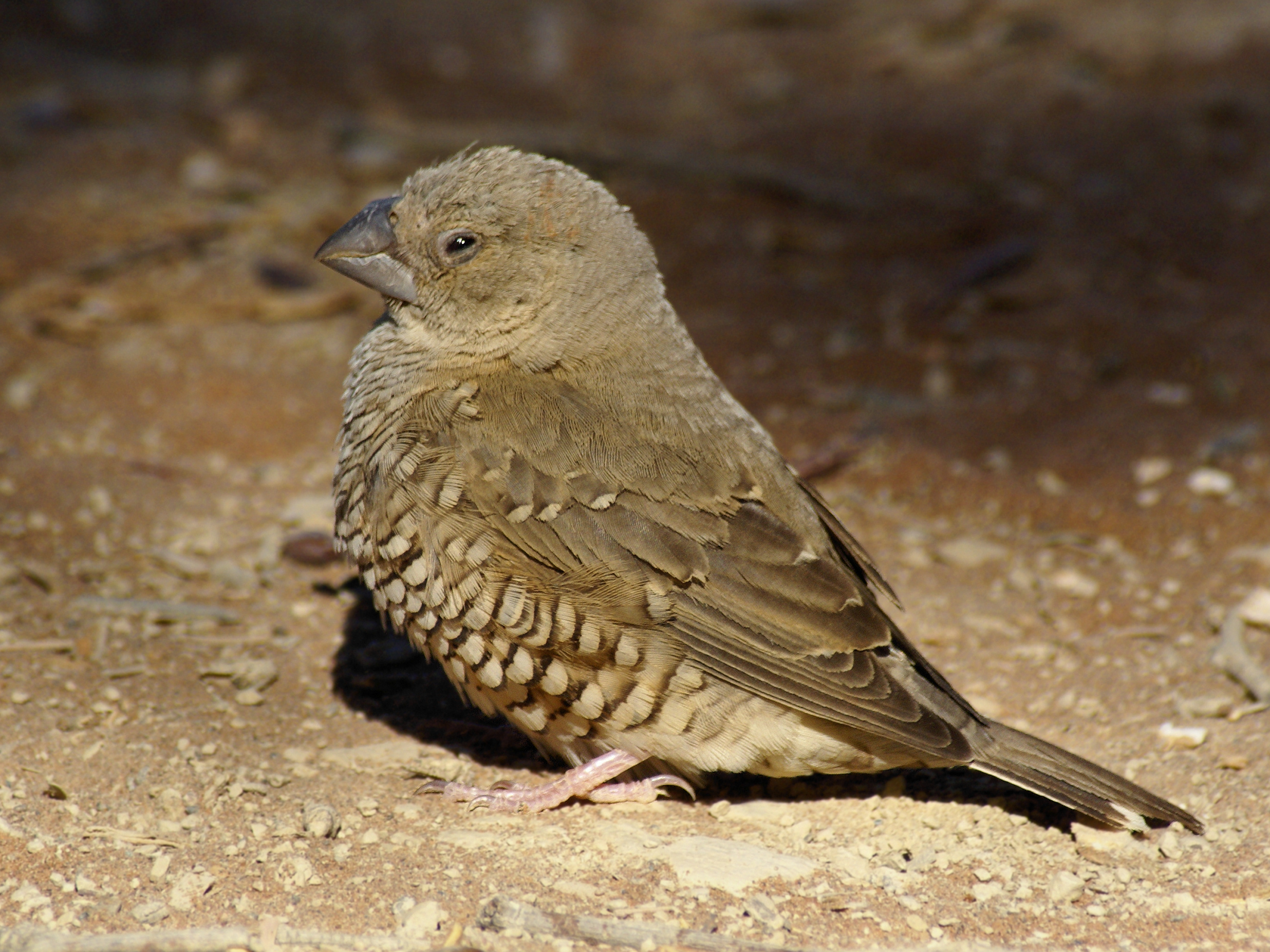
Samička amadiny červenohlavé
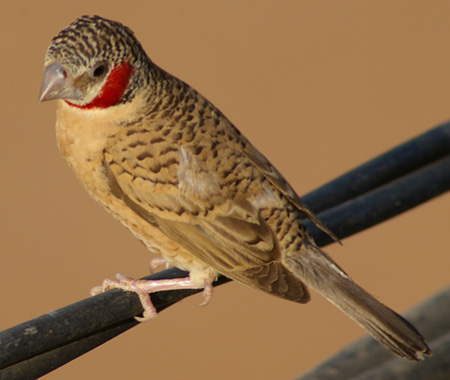
Samec amadiny páskované
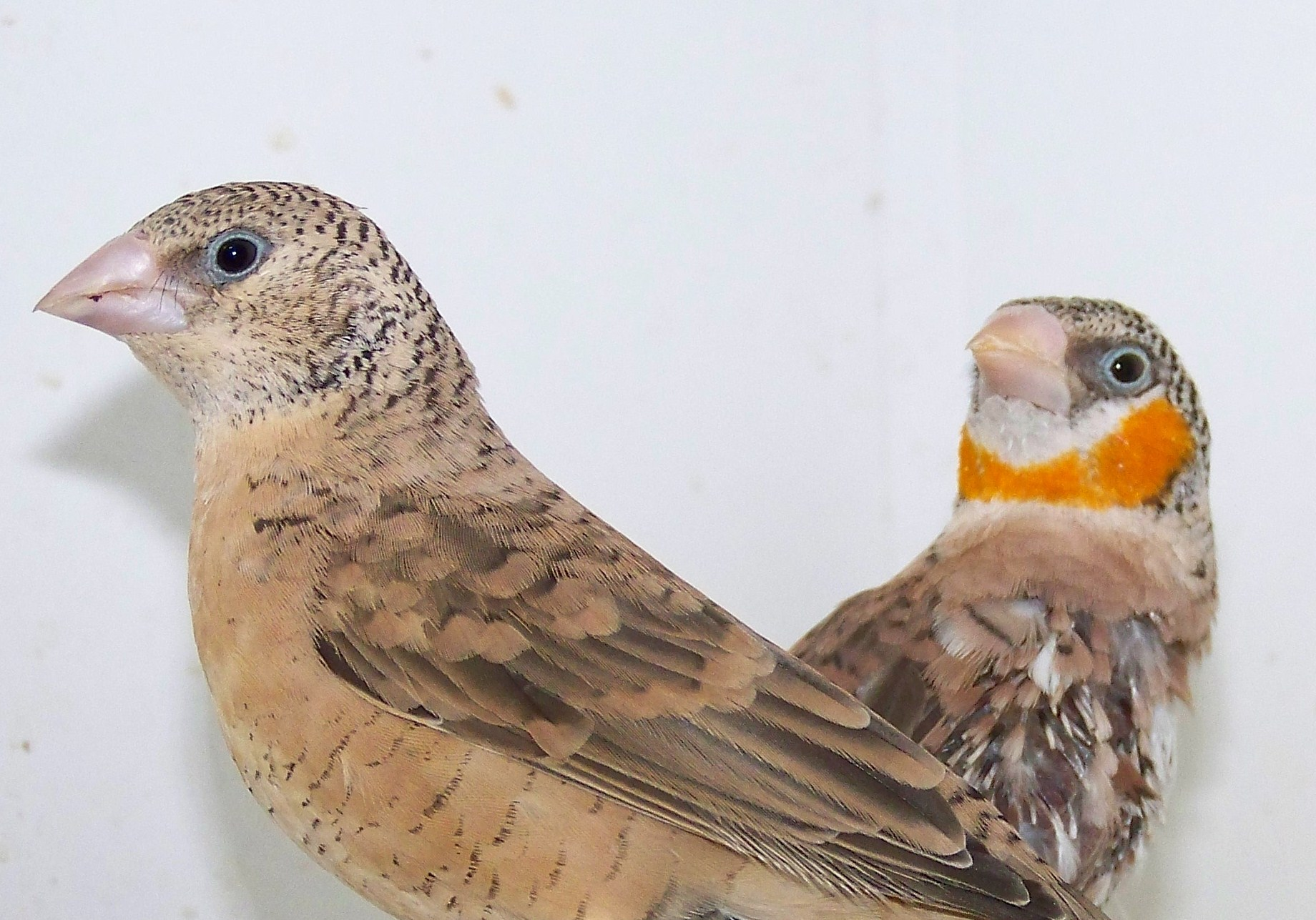
Samec a samice amadiny páskované
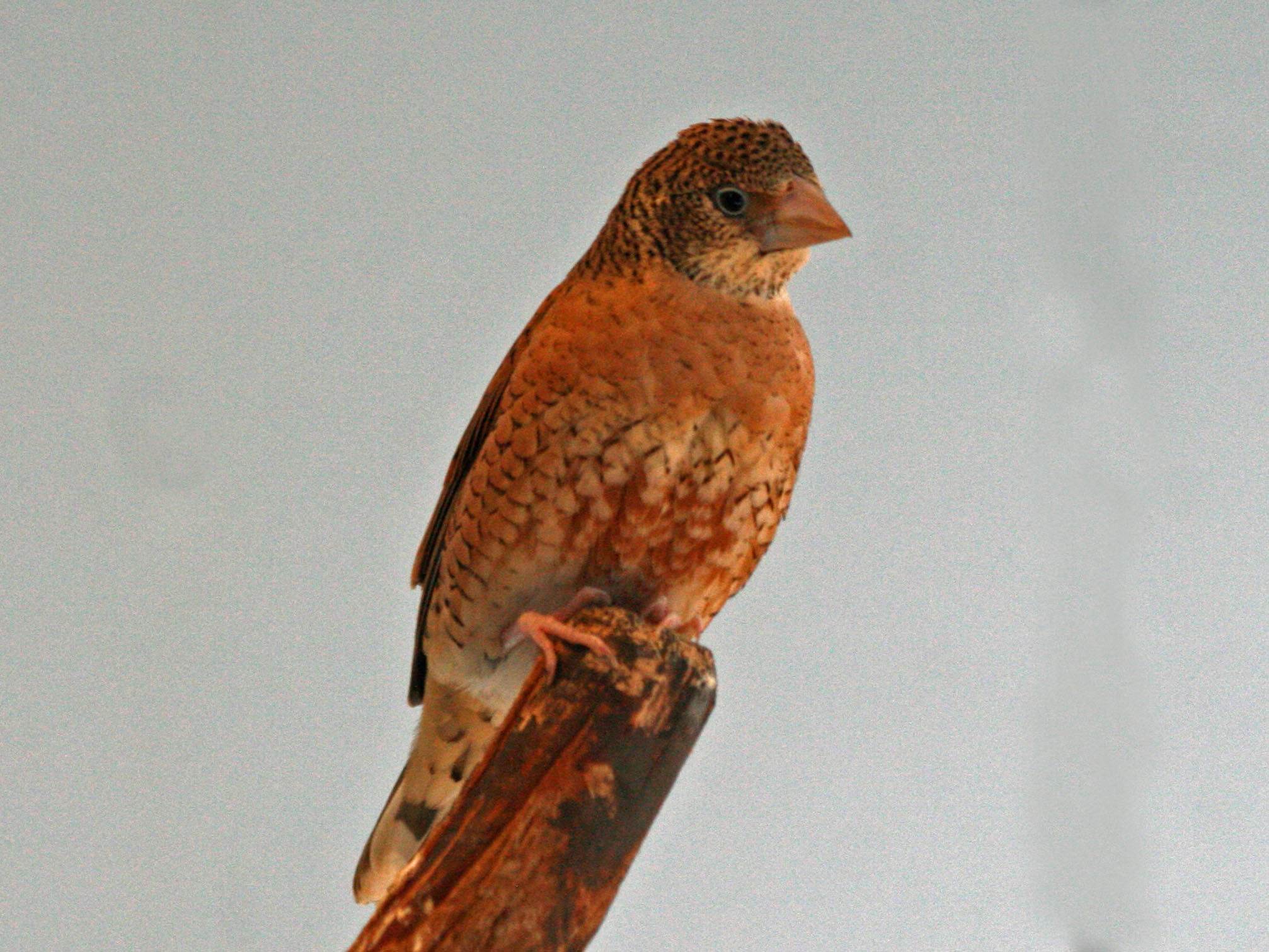
Samička amadiny páskované